# Palaeochrysophanus testacea
Palaeochrysophanus testacea är en fjärilsart som beskrevs av Lagerberg 1911. Palaeochrysophanus testacea ingår i släktet Palaeochrysophanus och familjen juvelvingar. Inga underarter finns listade i Catalogue of Life.